# 限遷跳棋
限遷跳棋（Уголки），是俄國流傳的正方跳棋變體，特色是在一定著數內需離開自己的初始位置。

限遷跳棋初始佈置

## 棋具
- 棋盤為8x8方格，組成64個棋格。

- 棋子以顏色區分敵我，每方16枚。

## 規則
- 初始佈置為兩方棋子以4x4方格各據對角隅。

- 每回合玩家可選以下2種行動之一：
  - 跳行：己棋跳過一枚鄰格的棋子，然後落到同方向的緊連空格。棋子可再連跳，可改變方向。
  - 步行：己棋移至空鄰格。

- 最先把自己所有的棋子移到對角隅者獲勝。

- 每方超過40著後，若有己棋在己方16格的初始位置則輸掉遊戲[1][2]。